# دی‌ان‌ای (ترانه بی‌تی‌اس)
«دی‌ان‌ای» (انگلیسی: DNA) ترانه‌ای ضبط شده در دو زبان (کره‌ای و ژاپنی) از گروه پسرانهٔ کره‌ای بی‌تی‌اس است. ورژن کره‌ای در ۱۷ سپتامبر ۲۰۱۷ به عنوان تک‌آهنگ لید پنجمین آلبوم چندآهنگهٔ این گروه به نام عاشق خودت باش: او (۲۰۱۷) توسط بیگ هیت انترتینمنت منتشر شد. ورژن ژاپنی ترانهٔ «دی‌ان‌ای» در ۶ دسامبر ۲۰۱۷ توسط یونیورسال میوزیک ژاپن به عنوان یک آلبوم تک‌آهنگ تریپل ای-ساید منتشر شد که شامل ترانه‌های «مایک دراپ» و یک آهنگ جدید اریجینال به نام «برف کریستالی» بود که هر دوی آنها به زبان ژاپنی بودند. ترانه‌سرایی هر دو ورژن توسط «هیت‌من» بنگ، سوپرمی بوی، کاس، شوگا، آراِم و پی‌داگ انجام شده‌است. یک ریمیکس «پدال تو ال‌ای» از این ترانه در سومین آلبوم گردآوری‌شدهٔ گروه به نام عاشق خودت باش: پاسخ (۲۰۱۸) وجود دارد که لیریک آن دربارهٔ عشق و سرنوشت در نگاه اول است.

## اعتبارات و پرسنل
| اطلاعات برگرفته از نوشته‌های جلد آلبوم سی‌دی عاشق خودت باش: او است. - بی‌تی‌اس – وکال اصلی - پی‌داگ – تهیه‌کننده، کیبورد، سینث‌سایزر، وکال گروهی، تنظیم رپ، مهندسی ضبط - «هیت‌من» بنگ – ترانه‌سرا - کاس – ترانه‌سرا، مهندسی ضبط، وکال گروهی - سوپرمی بوی – ترانه‌سرا، مهندسی ضبط، وکال گروهی، همخوان - شوگا – ترانه‌سرا - آراِم – ترانه‌سرا، ووال گروهی - جی-هوپ – وکال گروهی - جونگ‌کوک – همخوان - لی شین‌سونگ – همخوان - جونگ جه‌پیل – گیتار - لی جویونگ – باس - جونگ وویونگ – مهندسی ضبط - جیمز اف. رینولدز – مهندسی میکس - تیم فین – درامز، باس وکال | اطلاعات برگرفته از نوشته‌های جلد آلبوم سی‌دی عاشق خودت باش: پاسخ است. - بی‌تی‌اس – وکال اصلی - پی‌داگ – تهیه‌کننده، وکال گروهی، وکال و تنظیم رپ، مهندسی ضبط - «هیت‌من» بنگ – تهیه‌کننده - کاس – تهیه‌کننده، همخوان، وکال گروهی، مهندسی ضبط - سوپرمی بوی – تهیه‌کننده، همخوان، وکال گروهی، مهندسی ضبط - شوگا – تهیه‌کننده - آراِم – تهیه‌کننده، وکال کروهی - اسلو ربیت – تهیه‌کننده، کیبورد، سینث‌سایزر - جونگ‌کوک – همخوان - لی شین‌سوک – همخوان - لی ته‌ووک – گیتار - لی جویونگ – باس - جی-هوپ – وکال گروهی - جونگ وویونگ – مهندسی ضبط - پارک جین‌سه – مهندسی میکس |

## تاریخچهٔ انتشار
| کشور  | تاریخ           | قالب(ها)              | ورژن   | ناشر(ها)              | منابع  |
| ----- | --------------- | --------------------- | ------ | --------------------- | ------ |
| مختلف | ۱۸ سپتامبر ۲۰۱۷ | دانلود دیجیتال استریم | کره‌ای  | بیگ هیت انترتینمنت    | [ ۷ ]  |
| مختلف | ۲۴ اوت ۲۰۱۸     | دانلود دیجیتال استریم | ریمیکس | بیگ هیت انترتینمنت    | [ ۸ ]  |
| ژاپن  | ۶ دسامبر ۲۰۱۷   | سی‌دی تک‌آهنگ           | ژاپنی  | یونیورسال میوزیک ژاپن | [ ۹ ]  |
| ژاپن  | ۶ دسامبر ۲۰۱۷   | سی‌دی + دی‌وی‌دی         | ژاپنی  | یونیورسال میوزیک ژاپن | [ ۱۰ ] |
| ژاپن  | ۶ دسامبر ۲۰۱۷   | سی‌دی + بوک‌لت          | ژاپنی  | یونیورسال میوزیک ژاپن | [ ۱۱ ] |
| مختلف | ۶ دسامبر ۲۰۱۷   | دانلود دیجیتال استریم | ژاپنی  | یونیورسال میوزیک ژاپن | [ ۲ ]  |